# Paradise Bird
Paradise Bird è il secondo album della cantante italiano Amii Stewart, pubblicato dall'etichetta discografica Hansa e distribuito dalla Ariola nel 1979.
L'album è prodotto da Barry Leng, che firma anche 5 dei 7 brani insieme ad altri autori, mentre gli arrangiamenti sono curati da Ken Freeman e Ian Hughes.
Dal disco vengono tratti i singoli Jealousy/Step Into the Love Line e The Letter/Paradise Bird.

## Tracce

### Lato A
1. The Letter
2. Paradise Bird
3. He's a Burglar

### Lato B
1. Jealousy
2. Right Place, Wrong Time
3. Step Into the Love Line
4. Paradise Found